# Abbaye de Mariental
Ne doit pas être confondu avec Abbaye de Marienthal ou Abbaye de Marienthal (Ahr).
L'abbaye de Mariental est une abbaye cistercienne à Mariental, dans le Land de Basse-Saxe, dans le diocèse de Hildesheim.

## Histoire
L'abbaye est fondée en 1138 par le comte palatin Frédéric II von Sommerschenburg (de) en filiation avec l'abbaye d'Altenberg. Au début, elle est habitée par l'abbé Bodo de l'abbaye d'Amelungsborn et douze moines d'Altenberg. En 1179, lors de la fin de la dynastie de Sommerschenburg, Henri XII de Bavière assure en grande partie sa protection.
Après une expansion économique (les terres du monastère vont jusqu'à Magdebourg, Jüterbog et Brunswick), le déclin commence à la fin du XIVe siècle. L'abbaye est dissoute en 1569. Après la Réforme protestante, l'ancienne abbaye devient, de 1542 à 1745, une église protestante et un séminaire qui déménage en 1773 à Helmstedt.
L'église de l'ancien monastère appartient aujourd'hui à la paroisse luthérienne de Mariental de l'Église régionale protestante luthérienne de Brunswick.

## Architecture
L'église abbatiale est une basilique avec une nef à trois ailes, un transept et un chœur. Les chapelles latérales carrés du chœur et celles ajoutées plus tard au sud du transept sont démolies. Les deux travées à l'est de l'allée nord sont séparées de la nef centrale et du transept par des murs. Le cloître est abattu en 1840.

## Source de la traduction
- (de) Cet article est partiellement ou en totalité issu de l’article de Wikipédia en allemand intitulé « Kloster Mariental (Mariental) » (voir la liste des auteurs).